# 吴养洁
吴养洁（1928年1月1日—），男，山东济南人，中国有机化学家，郑州大学化学系教授、河南高等学校应用化学重点开放实验室主任、河南化学生物与有机化学重点实验室主任。

## 生平
1951年毕业于复旦大学化学系。1958年在莫斯科大学获苏联化学科学副博士学位。2003年当选为中国科学院院士。